# Ањадело
Ањадело (итал. Agnadello) је насеље у Италији у округу Кремона, региону Ломбардија.
Према процени из 2011. у насељу је живело 3605 становника. Насеље се налази на надморској висини од 97 м.

## Становништво
Према резултатима пописа становништва 2011. у општини је живело 3.757 становника.
| 1931. | 1936. | 1951. | 1961. | 1971. | 1981. | 1991. | 2001. | 2011. |
| ----- | ----- | ----- | ----- | ----- | ----- | ----- | ----- | ----- |
| 2.299 | 2.293 | 2.413 | 2.008 | 2.043 | 2.189 | 2.414 | 2.980 | 3.757 |